# Храстје (Марибор)
Храстје (словен. Hrastje) је насељено место у општини Марибор, Подравска регија, Словенија.

## Историја
До територијалне реорганизације у Словенији било је у саставу старе општине Марибор.

## Становништво
У попису становништва из 2011. године, Храстје је имало 561 становника.
| Број становника према пописима | Број становника према пописима | Број становника према пописима |
| ------------------------------ | ------------------------------ | ------------------------------ |
| 1991                           | 2002                           | 2011                           |
| 457                            | 511                            | 561                            |

Напомена: Године 1998. умањено за део насеља који је припојен насељу Лимбуш.